# Nepiesta atrator
Nepiesta atrator är en stekelart som först beskrevs av Aubert 1977.  Nepiesta atrator ingår i släktet Nepiesta och familjen brokparasitsteklar. Inga underarter finns listade i Catalogue of Life.